# موداریسوو
موداریسوو (انگلیسی: Mudarisovo) یک شهرک در شهرستان اوفیمسکی استان باشقیرستان کشور روسیه است.